# Бисса (дочь Меропа)
Би́сса (др.-греч. Βύσσα) — в греческой мифологии жительница острова Кос в Эгейском море. Она была дочерью Евмела и внучкой царя Коса Меропа. У неё был брат Агрон и сестра Меропида.

## Мифология
Бисса, как и её брат Агрон и сестра Меропида, работали на земле, они возделывали поля и собирали неплохие урожаи, потому что трудились усердно. За богатства, которыми их одаривала земля, они благодарили Гею, и почитали её как единственную богиню. Они не желали признавать других божеств, потому и не посещали никогда праздники, посвящённые им. Когда однажды сестёр попросили принести жертву для богини Афины, брат Агрон ответил за них, что это будет неуместно, потому что богиня сероглаза, а у его сестёр глаза чёрные. Кроме того, он заявил, что сова (а богиня Афина, как считалось, обладала совиными глазами) — птица для него неприятная. Когда в другой раз их пригласили на праздник Артемиды, он сказал, что презирает ту богиню, которая бродит ночами. Когда же настал день почитания Гермеса, он объявил, что не уважает бога, который был вором.
Афина, Артемида и Гермес сильно разозлились из-за этого на него и всю их семью. В один из вечеров они, приняв человеческий облик, пришли домой к Евмелу и его детям; представившись пастухом с дочерьми, они поприветствовали их и пригласили Евмела и Агрона на праздник, посвящённый Гермесу. А Биссу и Меропу попросили прийти в священную рощу на ритуалы в честь богинь Афины и Артемиды. Меропида на это дала презрительный ответ и была превращена в домового сыча, а Бисса обратилась в чайку. Агрон со злобой бросился на Гермеса, держа в руках вертел, и был обращён им в ржанку. Евмел же, наблюдавший за всем происходящим, проклял Гермеса и превратился в ушастую сову.